# Colletes senkelensis
Colletes senkelensis är en biart som beskrevs av Michael Kuhlmann 2013. Trots den relativt nyliga upptäckten har den listats som sann art av bland annat Global Biodiversity Information Facility.  Den ingår i släktet sidenbin, och familjen korttungebin. Artnamnet, senkelensis, har den fått efter den nationalpark där de hittills beskrivna individerna påträffades.

## Beskrivning
Kroppen har svart grundfärg, för det breda huvudets del med undantag för delar av käkarna, som är mörkt rödbruna. Ansiktet är täckt med lång, tät, gulbrun behåring; hos honan är dock munskölden bar. Övre delen av mellankroppen har orangebrun päls. Vingarna är gulaktiga, mera uttalat hos honan, och med bruna ribbor. Benens grundfärg är svart hos honan, mörkt rödbruna hos hanen; hos båda könen är fötterna delvis rödbruna. Benen är täckta med gulaktig till blekgrå behåring; hos honan är pollenkorgen, den hårtuss på bakskenbenen som hon använder för att samla pollen, blekgul. Tergiterna, segmenten på bakkroppens ovansida, har vita hårband i bakkanterna. Banden är breda, utom på honans främsta tergit. Hos honan är den främre halvan av tergit 1 och hela tergit 2 glest täckta med långa, gulbruna hår. Tergit 3 till 5 har svart behåring. Hos hanen har de tre främsta tergiterna gles, gulbrun behåring. Honan är omkring 11 mm lång, hanen 9 till 10 mm.

## Ekologi och utbredning
Arten har hittills endast påträffats i Etiopien, i Senkeles nationalpark på 2 000 till 2 100 meters höjd, där alla individerna sågs i september månad. En individ iakttogs när den besökte den kransblommiga växten nejlikbasilika.